# 弗里德里希·冯·施蒂尔普纳格尔
弗里德里希·冯·施蒂尔普纳格尔（德語：Friedrich von Stülpnagel，1913年7月16日—1996年7月7日），德国男子田径运动员。他曾代表德国参加1936年夏季奥林匹克运动会田径比赛，获得男子4×400米接力铜牌。